# Qualea parviflora
Qualea parviflora är en tvåhjärtbladig växtart som beskrevs av Carl Friedrich Philipp von Martius. Qualea parviflora ingår i släktet Qualea och familjen Vochysiaceae. Inga underarter finns listade i Catalogue of Life.